# Таврия (фильм)
«Таврия» — советский художественный фильм 1959 года, снятый по одноимённому роману Олеся Гончара, сценарий к фильму написал сам автор романа.

## Сюжет
По одноимённому роману Олеся Гончара.
Действие происходит в апреле-июле 1914 года в степях Таврической губернии, в землевладении Аскания-Нова, принадлежащем самым крупным помещикам на юге России Фальц-Фейнам.

## В ролях
| Актёр             | Роль                    |
| ----------------- | ----------------------- |
| Юрий Максимов     | Леонид Бронников        |
| Ольга Лысенко     | Вустя                   |
| Лариса Шепитько   | Ганна                   |
| Николай Воронин   | Нестор                  |
| Иван Рыжов        | Мокеич                  |
| Дмитрий Капка     | дед Левко               |
| Андрей Иванченко  | дед Омелько             |
| Дмитрий Милютенко | Килигей                 |
| Антон Король      | Мануйло                 |
| Олег Жаков        | Иван Тимофеевич Мурашко |
| Артём Тарский     | Оникий                  |
| Фёдор Ищенко      | Леонтий                 |
| Дмитрий Костенко  | Прошка                  |
| А. Черненко       | Данько                  |
| Николай Батуревич | Валерик                 |
| Наталья Гицерот   | Софья Фальцфейн         |
| Лев Перфилов      | барон Вольдемар         |
| Николай Талюра    | приказчик Гаркуша       |
| Мария Капнист     | игуменья                |
| Александр Гумбург | стражник Цыбуля         |
| Алексей Максимов  | Густав Августович       |
| Н. Назарен        | негр Яшка               |
| Василий Козенко   | приказчик               |

### В эпизодах
- Никита Ильченко
- Анастасия Морозова
- Н. Кириченко
- Александр Цыганков — игрок
- Г. Клейзмер
- Вячеслав Болеславский — ротмистр
- Галина Ильина — Ольга Ивановна
- Иван Матвеев[2] — поводырь
- Сергей Шеметило — одессит
- А. Сметана
- П. Шевченко
- Иван Маркевич — крестный Гаркуши
- Наталья Наум — горничная
- Касим Мухутдинов

### Нет в титрах
- Адольф Ильин

## Критика
Фильм «Таврия» не охватил всего романного «пространства», а то, которое попало на экран, оказалось, к сожалению, лишь поверхностным иллюстрированием сюжетной канвы; по-видимому, осознание творческого поражения заставило режиссёра отказаться от намерения экранизировать второй роман дилогии — «Перекоп».— кинокритик Лариса Брюховецька

Фильм «Таврия» значительно выиграл бы от дополнительной работы над сценарием и от менее поспешных съёмок, когда режиссёру приходилось принимать иногда первое попавшееся решение за основное. Обстановка восторга (а режиссёр действительно яркий, эмоциональный, остро, образно мыслящий) от сценария и материала — не помогли режиссёру создать законченное произведение, а лишь помешали.— Журнал «Радуга» (орган Союза писателей Украинской ССР)

## Литературная основа
Сценарий к фильму написал сам автор романа «Таврия» Олесь Гончар. Роман был опубликован в 1952 году, над ним писатель работал несколько лет, неоднократно бывал в Симферополе, Херсоне, Каховке и в Аскании Нова, беседовал со старожилами, работал в архивах. «С ранних детских лет мне приходилось слышать о том, как наши односельчане ходили на заработки в Таврию», а в разговоре с писателем Николаем Братаном как-то задумчиво сказал, что, возможно, и его мама Татьяна ходила пыльными путями в таврийскую даль в поисках лучшей доли.

## Дополнительно
Фильм стал первой заметной ролью для 18-летней студентки ВГИКа, будущего режиссёра Ларисы Шепитько.
Также в фильме состоялся дебют 45-летней Марии Капнист — её, работающую дворником у кинотеатра, заметил режиссёр и буквально потащил её на съёмочную площадку.
Для начинающего артиста Льва Перфилова, в дальнейшем снявшемся в более сотни фильмов и ставшем «королём эпизода», роль в фильме осталось единственной его главной ролью в актёрской карьере, и при этом предопределила его амплуа — о роли Вольдемара газеты написали: «Наконец-то появился актёр, так убедительно играющий мерзавцев» — после чего его приглашали только на отрицательные роли.
Исполнительница главной роли Вусти, актриса Ольга Лысенко — дочь режиссёра фильма Юрия Лысенко.